# Aladscha-Kloster

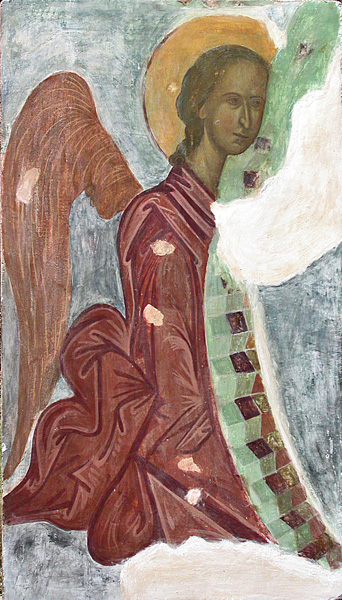
Engel, mittelalterliches Wandgemälde im Kloster

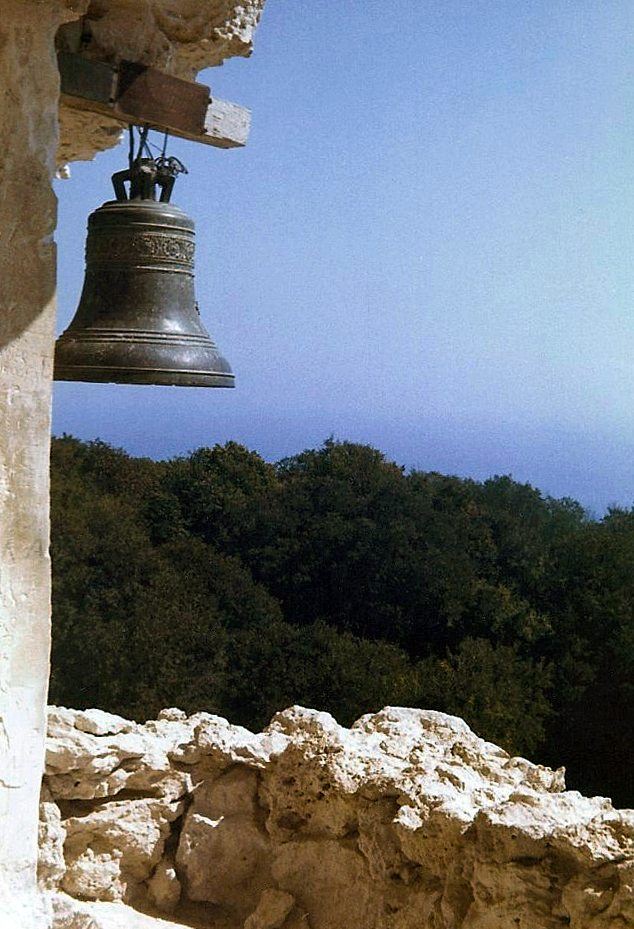
Aussicht vom Kloster Aladscha. 1973

Das Aladscha-Kloster (bulgarisch Аладжа манастир) ist ein ehemaliges Höhlenkloster unweit der bulgarischen Schwarzmeerküste, ca. 15 km nördlich der Hafenstadt Warna und ca. drei km westlich des Touristenzentrums Goldstrand. Es existierte spätestens seit dem 11. Jahrhundert bis nach dem 14. Jahrhundert.

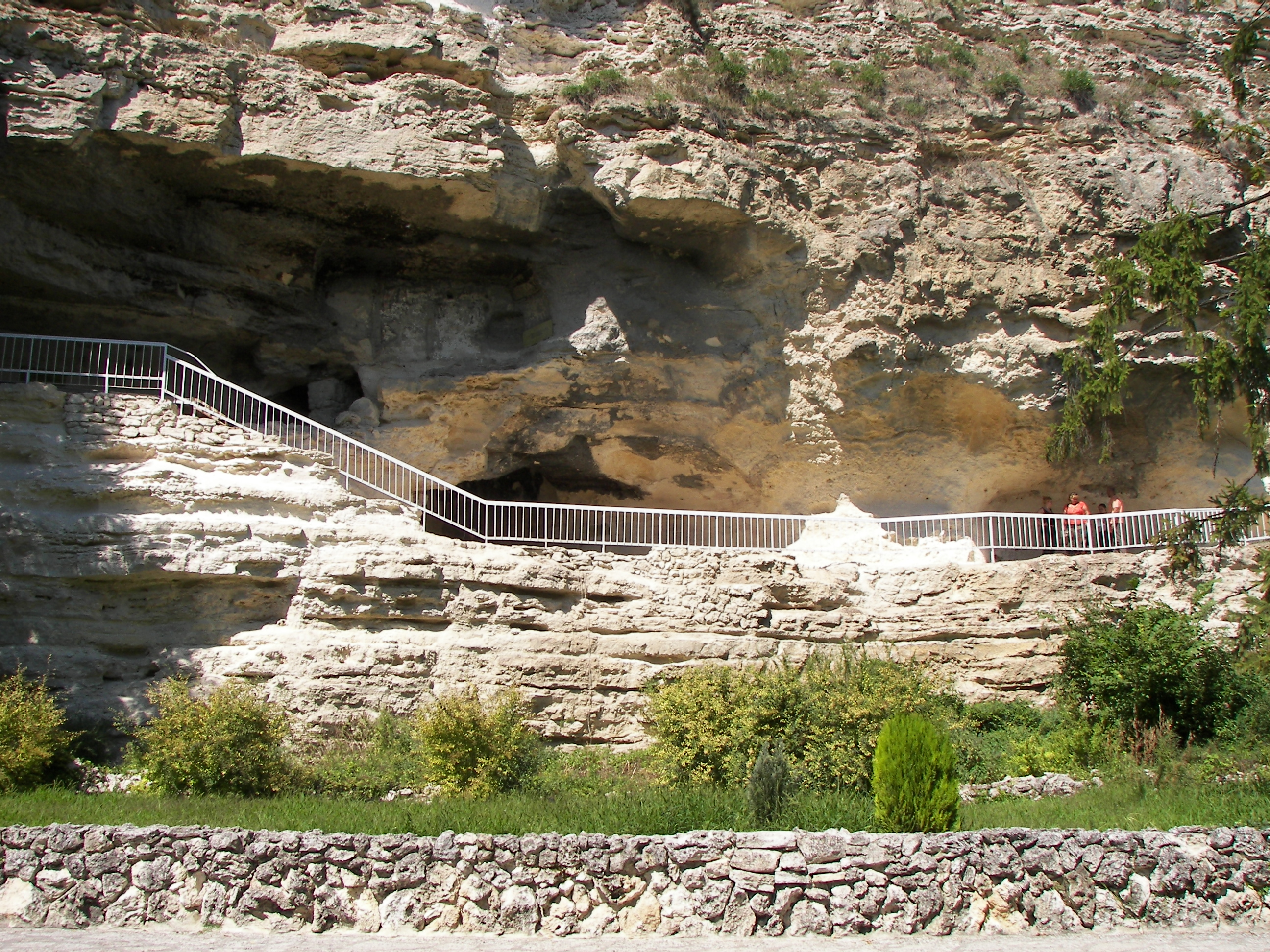

## Lage
Das Kloster liegt in einem Wald und befindet sich dort in einer ca. 40 m hohen Felsklippe auf halber Höhe. In zwei übereinanderliegenden Ebenen wurden die Räumlichkeiten aus den weichen kreideähnlichen Gesteinsschichten herausgearbeitet. 

## Klosteranlage
Es gab zwei Kirchen, die eigentliche Hauptkirche, eine zweite kleinere und eine Krypta. Daneben können Mönchszellen und Refektorium besichtigt werden. 

## Name
Der christliche Name des Klosters ist nicht überliefert, in den frühen 1960er Jahren nannten es die bulgarischen Christen Svata Trojza (Heilige Dreifaltigkeit). Der heutige Name ist persischer oder arabischer Herkunft und bedeutet „bunt“, was sich wohl auf den farbigen Schmuck durch die Fresken in den Sakralräumen bezieht.

## Geschichte
Seine Ursprünge liegen im Dunkeln. Die erste schriftliche Erwähnung erfolgte erst 1832 im Buch des russischen Schriftstellers Viktor Tepljakov, Briefe aus Bulgarien. Eine erste Besiedlung schon im 4. bis 6. Jahrhundert wird vermutet, ist aber nicht gesichert. Die noch vorhandenen Malereien stammen aus dem 11./12. bzw. dem 13./14. Jahrhundert aus der Zeit der Tarnower Kunstschule des Zweiten Bulgarischen Reiches. 
Auch wann das Kloster nach der osmanischen Unterwerfung Bulgariens verlassen wurde, ist nicht bekannt. Es scheint aber auch danach noch bis ins 18. Jahrhundert eine religiöse Kultstätte gewesen zu sein. Im 19. Jahrhundert folgte dann eine systematische Bestandsaufnahme und im 20. Jahrhundert wurde das Kloster in die Liste der nationalen Denkmäler Bulgariens aufgenommen. Heute dient es als beliebtes Ausflugsziel für die zahlreichen Touristen der unweit gelegenen Schwarzmeerküste.
Nach dem Kloster ist die Phalangiidae-Art Nelima aladjensis benannt.